# Herttoniemi Station
Herttioniemi Station (finsk: Herttoniemen metroasema, svensk: Hertonäs metrostation) er en station på 
linje M1 og M2 på Helsinkis metro i området Herttoniemi i Øst-Helsinki. Den ligger 1,442 kilometer från Kulosaari och 1,367 kilometer fra Siilitie.
Stationen er tegnet af Jaakko Ylinen og Jarmo Maunula og åbnede 1. juni 1982.